# 청소년적십자
청소년적십자(青少年赤十字, 영어: Red Cross Youth, RCY)는 대한적십자사에서 운영하는 청소년 단체이다. 1953년 부산에서 창립 행사를 가졌으며, 1980년대 초에는 20만 명 가까운 회원이 활동하였다.
RCY라고도 부른다.

## 같이 보기
- 한국우주소년단
- 한국청소년연맹
- 한국해양소년단연맹
- 한국의 스카우트 운동